# Villespy
Villespy – miejscowość i gmina we Francji, w regionie Oksytania, w departamencie Aude.
Według danych na rok 1990 gminę zamieszkiwało 271 osób, a gęstość zaludnienia wynosiła 42 osoby/km² (wśród 1545 gmin Langwedocji-Roussillon Villespy plasuje się na 649. miejscu pod względem liczby ludności, natomiast pod względem powierzchni na miejscu 936.).